# 納夫山
47°03′38.54″N 9°36′25.75″E / 47.0607056°N 9.6071528°E

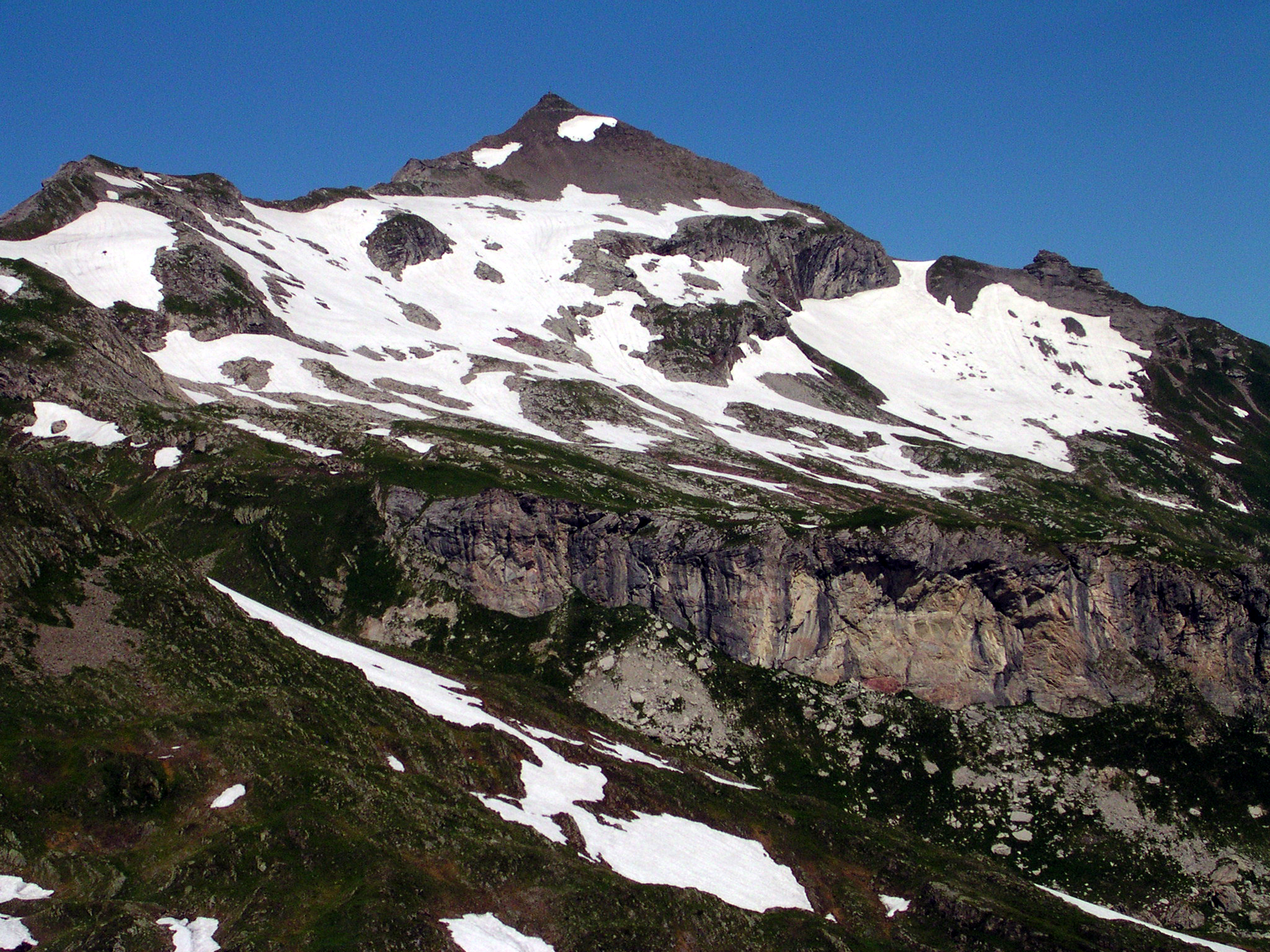

納夫山（德語：Naafkopf），是中歐的山峰，位於奧地利、列支敦斯登和瑞士接壤的邊境，屬於雷蒂孔山的一部分，海拔高度2,570米，每年平均降雨量1,852毫米。